# Pentagram
Pentagram eller pentalpha (πεντάλφα - fem A'er), er navnet på den regulære femtakkede stjerne, som historisk har været brugt som ikon for diverse religiøse og okkulte betydninger. Stjernen kan tegnes i én fortløbende streg, og linjerne inden i pentagrammet danner en pentagon. Pentagram har sin oprindelse fra græsk (pente - πέντε, der betyder fem og gramma - γράμμα, der betyder bogstav). Andre navne for pentagrammet er femtakkekors, alfekors, smørknude, marekors, hekselås, jomfru Marias våben og drudefod.
Pentagrammet er igennem tiderne blevet anset for at have magiske egenskaber og anvendt som
- beskyttelse imod ånder, som sådan er det oftest brugt ved indgange, på døre, ved dørtærskler osv.
- påkaldelse og fastholdelse af ånder. Når spidsen vender opad påkaldte man ånder fra oververdenen, og med spidsen nedad påkaldte man ånder fra underverdenen.

Pentagrammet kan symbolisere mennesket, vores krop med udstrakte arme og ben såvel som vores fem sanser. Opadvendt er der her tale om det bevidste menneske, og nedadvendt om det ubevidste “dyriske” menneske.
For pythagoræerne var pentagrammet et symbol på helse, det blev tegnet med bogstaverne S, A, L, U, S i spidserne og det har oprindeligt været anset som et lykkebringende tegn.
I kristendommen har pentagrammet været brugt til at symbolisere Jesu fem sår.
Pentagrammet forbindes også med planeten Venus‘ konjunktion med solen, som i en periode på otte år danner et ret præcist pentagram.
Pentagrammet var Sir Gawains attribut.
I tydning af Tarot-kort kan pentagrammet symbolisere elementet jord.
I dag bruges den femtakkede stjerne i både USA’s og EU’s flag, som symboler på medlemslandene/-staterne.
Pentagrammet er omvendt også et satanisk symbol på det dyriske menneske.
Pentagrammet er originalt et symbol fra de hedenske religioner. Et frugtbarhedssymbol.

## Pentagrammet og det gyldne snit
Den femtakkede stjerne indeholder “det gyldne snit”, og kan således symbolisere skønheden i skabelsen.
I et pentagram kan man, til ethvert linjestykke, finde et andet linjestykke hvis længde forholder sig til det førstes længde, med forholdet fra det gyldne snit.
Denne værdi betegnes med phi Φ og har en værdi på 1,618.
{\displaystyle {\frac {AB}{BB'}}={\frac {AC}{CC'}}=\ldots }

## Andre betydninger
- Pentagram (album), et album med black metal-bandet Gorgoroth